# Frederick Ziervogel van der Merwe
Frederick Ziervogel van der Merwe (Stellenbosch, 10 december 1894 – Kaapstad, Claremont, 2 januari 1968) was een Zuid-Afrikaanse arts, amateur-botanicus alsmede verzamelaar van muziek.
Hij was zoon van predikant Petrus van der Merwe en Jane Georgina Murray, dochter van predikant en hoogleraar aan de Stellenbossche kweekschool John Murray en Maria Anna Ziervogel. Fredericks zus Nellie Joan was getrouwd met Leo Marquard, een van de oprichters van de Liberale Party.
Hij verkreeg zijn in 1920 afgesloten artsenopleiding aan het Trinity College, deel uitmakend van de Universiteit van Dublin (Ierland). Daarna trok hij naar Liverpool om er verder te studeren aan de Universiteit van Liverpool. Hij haalde in 1930 zijn Ph.D aan de Universiteit van de Witwatersrand en werd vervolgens jarenlang medisch inspecteur bij scholen in Transvaal en Natal.
Hij heeft een aantal publicaties op zijn naam staan:
- 1935: Mediese Woordeboek (met Jan Daniel Louw)
- 1943: Flowering plants of South Africa
- 1952: Voorlopige geneeskundige woordelys (met Jan Daniel Louw en Hermann Otto Mönning), uitgegeven door de Suid-Afrikaanse Akademie vir Wetenskap en Kuns
- 1958: Suid-Afrikaanse Muziekbibliografie 1787-1952

Zijn botanische achtergrond is terug te vinden in diverse soorten die door hem voor het eerst beschreven en benoemd werden; ook werden diverse soorten naar hem vernoemd (met de soortaanduiding vandermerwei) zoals bijvoorbeeld Delosperma vandermerwei, alsmede de geslachtsnaam Merwilla.
Van der Merwe schreef niet alleen over de Zuid-Afrikaanse muziek maar verzamelde gedurende zijn leven talloze Zuid-Afrikaanse bladmuziek en manuscripten, Robijns gaf aan dat het de grootste en volledigste verzameling op dat gebied werd. Zijn boekwerk daarover uit 1958 werd uitgegeven door steun van de Nasionale Raad vir Sosiale Navorsing alsmede van de Zuid-Afrikaanse Akademie.